# Il colpo (film 2001)
Il colpo (Heist) è un film del 2001 diretto da David Mamet, con Gene Hackman, Danny DeVito, Delroy Lindo e Sam Rockwell; soggetto e sceneggiatura di questo caper movie sono dello stesso regista, Premio Pulitzer 1984, qui alla sua nona regia sul grande schermo.

## Trama
Joe Moore è uno scafato professionista del crimine che commette rapine con la moglie Fran e i suoi compagni Bobby Blane e Don "Pinky" Pincus. Durante un colpo in una gioielleria rimane ripreso da una telecamera di sicurezza nel tentativo di distrarre uno dei dipendenti del negozio. Decide così di ritirarsi dalla professione, ma il ricettatore Mickey Bergman lo ricatta costringendolo ad un ultimo colpo: un mega furto di lingotti, in pieno giorno, su una stiva di un aereo. Joe a malincuore accetta e al gruppo si unisce anche Jimmy Silk, nipote di Mickey.
In auto, il gruppo viene fermato da alcuni agenti di polizia e mentre Joe e Bobby parlano con gli ufficiali, Jimmy, in preda all'agitazione estrae una pistola ma viene fermato in tempo dal gruppo che è costretto a rimandare il colpo riuscendo con successo. Infatti Don fa la guardia aiutando i compagni, che si fingono personale di sicurezza dell'aeroporto, a fermare l'aereo per una situazione di emergenza. Trovati i lingotti, il gruppo decide di nasconderli in un furgone preso in affitto che però viene portato dal carro attrezzi.
Jimmy, infatuatosi ricambiato di Fran, riesce a coinvolgerla ad escludere Joe per poi recuperare il furgone, dove però non ci sono lingotti ma rondelle di metallo. Infatti, Joe e Bobby trovano i lingotti che fondono sotto forma di barre lunghe.
Mickey, furioso, cattura e uccide Pinky dopodiché si reca alla barca a vela di Joe insieme a Jimmy e Fran, dove tengono Joe a mano armata, chiedendo di sapere dov'è l'oro; così notano che le ringhiere nella barca sono d'oro e Fran supplica Mickey a dare a Joe un po' di soldi e lasciarlo andare ma Mickey si prepara a sparare a Joe ma l'arrivo di Bobby salva Joe e il duo uccide Mickey e gli scagnozzi.
Bobby dà a Joe l'indirizzo a cui deve inviare la sua parte mentre Joe incontra Fran con un nuovo camion pieno di barre nere dipinte e con lei c'è anche Jimmy. Insieme prendono il camion e l'oro e fuggono insieme. Ma Joe aveva progettato ogni cosa, compresa l'infedeltà e avidità della moglie, manipolatrice, e la stupidità del suo giovane complice; infatti sul loro camion ci sono solo barre di ferro mentre Joe aveva nascosto le barre dorate su un altro camion che copre con un telo impermeabile per poi fuggire con l'oro.

## Produzione e commenti

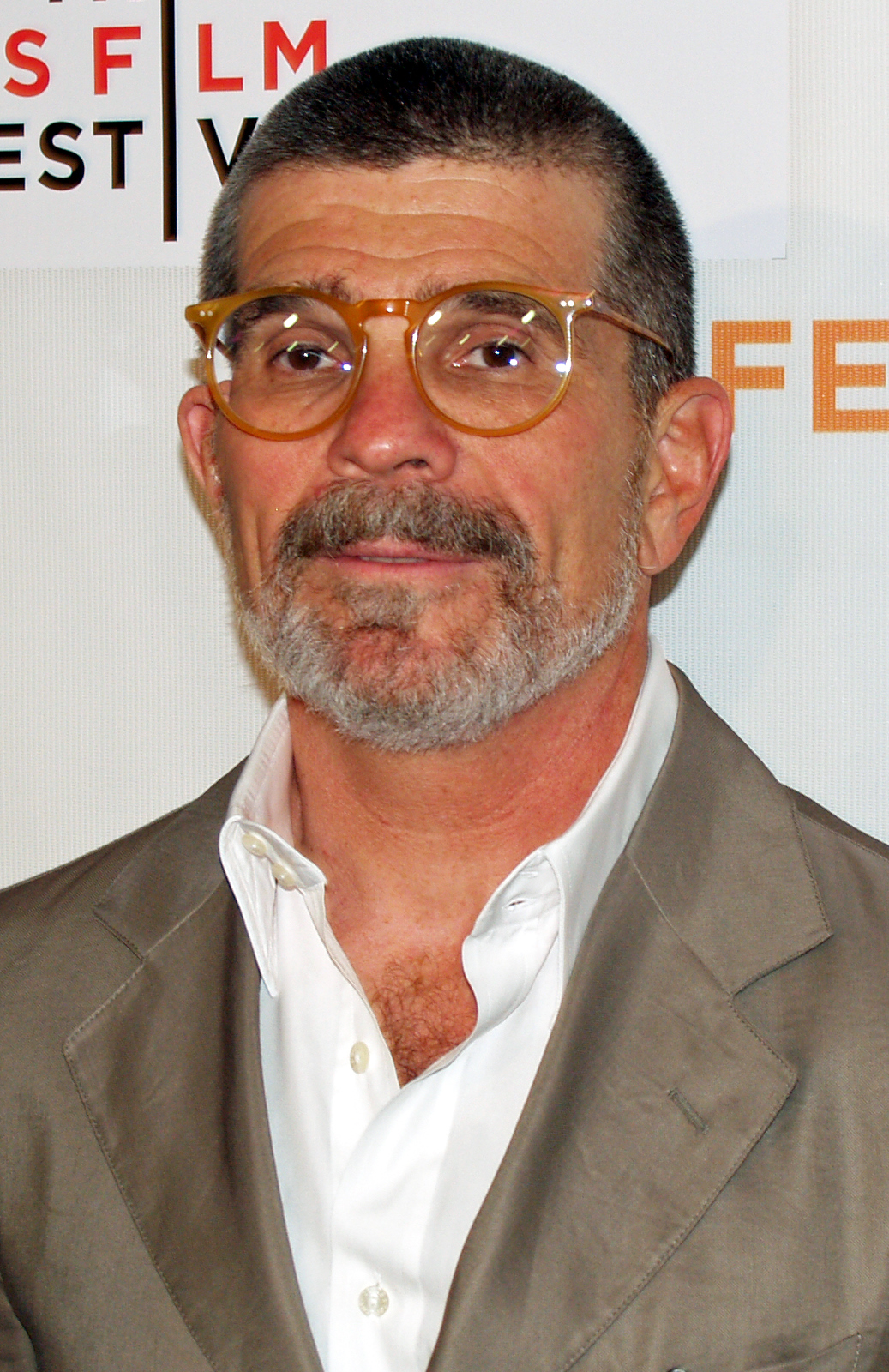
David Mamet (foto di David Shankbone)

- Girato tra Manchester nel New Hampshire e diverse località del Québec;
- Presentato al Toronto Film Festival il 10 settembre 2001, è uscito in Italia nel febbraio 2002
- Ha detto del film il regista "(...) a Hollywood c'è sempre il sole (...) però, sono stati ambientati alcuni dei film noir che più mi piacciono... "Heist" è una storia in cui i rapporti tra i protagonisti sono intrisi di violenza e per questo è una buona metafora dell'America: il vero mito americano è la violenza. (...) Questo film affronta i temi della lealtà, degli equivoci dei rapporti umani. Tutti tradiscono tutti, ma sognano la fuga e nuove vite. Io adoro i noir intinti nelle commedie sociali, "Rififi", il memorabile "Rapina a mano armata" di Kubrick, e vado pazzo per i film di quel genio della scrittura e della regia che è stato il regista Preston Sturges" [1]